# PenAir
Peninsula Airways, що працює під брендом PenAir — це американська авіакомпанія зі штаб-квартирою в Анкориджі (Аляска) Це другий за величиною регіональний перевізник у штаті, виконує великий обсяг регулярних пасажирських і вантажних перевезень, а також чартерні перевезення та послуги санітарної авіації. Основною базою авіакомпанії є Міжнародний аеропорт Анкоридж імені Теда Стівенса, хабами є Діллінхем, Уналашка, Кінг-Салмон і Колд-Бей..

## Історія створення
У 1955 році 19-річний Орін Сейберт (Orin Seybert), який володів одним двомісним літаком Taylorcraft, заснував авіакомпанію Peninsula Airways. Наступного, 1956 році, було придбано 4-місний літак Piper Tri-Pacer.

## Флот

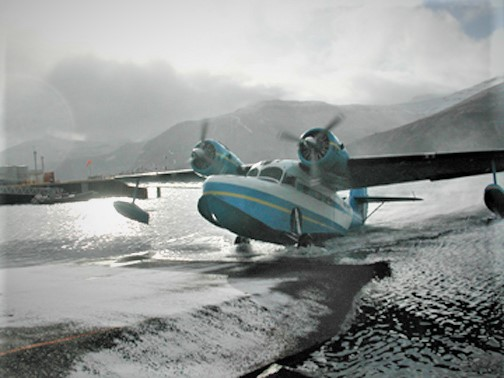
Grumman Goose авіакомпанії PenAir

На жовтень 2007 року флот PenAir fleet включав в себе:
- 5 Cessna Caravan
- 1 Fairchild Metro 23
- 4 Fairchild Metro III
- 2 Grumman G-21A Goose
- 2 Piper Navajo Chieftain
- 11 Piper Saratoga
- 1 Piper PA-31 Navajo
- 10 Saab 340B
- 2 Saab 340A

PenAir — одна з небагатьох авіакомпаній, яка використовують гідролітак Grumman G-21A Goose на регулярних рейсах.

## Пункти призначення
PenAir виконує рейси в наступні пункти призначення на Алясці (на липень 2009 року):
1. Акутан (KQA) — Акутан
2. Анкоридж (ANC) — Анкоридж (хаб)
3. Аніак (ANI) — Аніак
4. Атка (AKB) — Атка
5. Чигнік-Бей (KCG) — Чигнік-Бей
6. Чигнік-Лагун (KCL) — Чигнік-Лагун
7. Чигнік-Лейк (KCQ) — Чигнік-Лейк
8. Колд-Бей (CDB) — Колд-Бей (хаб)
9. Діллінхем (DLG) — Діллінхем (хаб)
10. Датч-Харбор / Уналашка (DUT) — Уналашка (хаб)
11. Егіджик (EGX) — Егіджик
12. Екуок (KEK) — Еквок
13. Фолс-Пасс (KFP) — Фолз-Пасс
14. Айгугіг (IGG) — Айгугіг
15. Кінг-Коув (KVC) — Кінг-Ков
16. Кінг-Салмон (AKN) — Кінг-Салмон (хаб)
17. Коліганек (KGK) — Коліганек
18. Levelock (KLL) — Levelock Airport
19. Манокотак (KMO) — Манокотак
20. Мак-Грат (MCG) — Мак-Грат
21. Нельсон-Лагун (NLG) — Нельсон-Лагун
22. Нью-Стуяхок (KNW) — Нью-Стуяхок
23. Нікольський (IKO) — Найколскі
24. Перрівілл (KPV) — Перрівілл
25. Пайлот-Пойнт (PIP) — Pilot Point Airport
26. Порт-Хейден (PTH) — Port Heiden Airport
27. Порт-Моллер / Колд-Бей (PML) — Порт-Моллер
28. Санд-Пойнт (SDP) — Sand Point Airport
29. Сент-Джордж (STG) — Сент-Джордж
30. Сент-Поль-Айленд (SNP) — Сент-Поль-Айленд
31. Тогіак (TOG) — Тогіак
32. Твін-Хіллз (TWA) — Твін-Хіллз
33. Уналакліт (UNK) — Уналакліт

### Уналашка
PenAir (через код-шерінгову угоду з Alaska Airlines) виконує рейси в аеропорт Уналашка на турбогвинтових літаках SAAB 340A/B .

## Інцидент
9 квітня 2008 року літак Grumman G-21A Goose (бортовий номер N471) приземлявся в аеропорт Уналашка на Алеутських островах, коли на злітно-посадкову смугу несподівано виїхала вантажівка, незважаючи на наявність світлової сигналізації про наближення літаку. Шасі літака торкнулися даху вантажівки і літак перекинувся на ЗПС. 9 людина в літаку отримали легкі поранення, водій вантажівки не постраждав. Літак був сильно пошкоджений, але не списаний. Охоронні ворота ЗПС не працювали деякий час, що і було однією з причин інциденту.